# Darebnice (hradiště)
Darebnice je pravěké hradiště a zaniklá tvrz severozápadně od Chocně v okrese Ústí nad Orlicí v Pardubickém kraji. Lokalita se nachází na rozhraní katastrálním území Choceň a Běstovice na ostrožně nad Tichou Orlicí a jejím bezejmenným levostranným přítokem, který se do řeky vlévá u osady Darebnice. Pozůstatky hradiště jsou chráněny jako kulturní památka.

## Historie
Hradiště bylo založeno v době bronzové a jeho stavitelé pocházeli z okruhu lužické kultury. Opevnění zaniklo přirozeným způsobem v průběhu mladší doby bronzové, ale jeho pozůstatky byly využity a přestavěny na začátku doby železné příslušníky slezskoplatěnické kultury. Naposledy byla lokalita využita během doby hradištní, kdy však opevnění pravděpodobně nebylo upravováno.
Archeologický výzkum na lokalitě v letech 1965–1969 vedl Slavomil Vencl, přičemž bylo místo chybně nazváno Hlavačov, podle tři sta metrů vzdáleného středověkého hradu Hlavačov. Kromě pravěké a raně středověké keramiky zde nalezl železné zbraně a středověkou keramiku, na jejichž základě předpokládal, že v prostoru hradiště byla ve vrcholném středověku postavena tvrz neuvedená v písemných pramenech.

## Stavební podoba
Celková rozloha hradiště s rozměry 180 × 110 metrů měří asi 1,7 hektaru. Příkop je v horní části široký asi sedm metrů a u dna okolo šesti metrů. Jeho hloubka dosahuje 1,5 metru. Výška valu nad terénem se pohybuje okolo 1,4 metru a původní hradba mohla být vysoká tři až čtyři metry. Původní vstup do hradiště se nacházel v severovýchodním nároží.
V první stavební fázi opevnění tvořil příkop, za ním následovala berma a hradba složená ze dvou dřevěných stěn. Prostor mezi stěnami byl vysypán štěrkopískem. Korunu hradby lemovala palisáda. Z vnitřní strany ke hradbě těsně přiléhaly obytné domy s kůlovou konstrukcí. Na začátku doby halštatské stavitelé využili val, který byl pozůstatkem starší hradby, a zapustili do něj palisádu z mohutných kůlů. Také v tomto období se zástavba soustřeďovala podél hradby, ale domy měly charakter polozemnic.